# Hedwig Pauer
Maria Hedwig Pauer OCist (* 8. Mai 1948 in Wien als Nora Pauer) war von 2014 bis 2023 Äbtissin der Zisterzienserinnen-Abtei Marienfeld in Niederösterreich.

## Leben
Pauer besuchte in Wien das Lycée Français de Vienne und studierte anschließend von 1966 bis 1972 Landwirtschaft an der Universität für Bodenkultur Wien. Zwischen 1973 und 1987 arbeitete Pauer beim Amt der niederösterreichischen Landesregierung im Bereich Raumordnung. Im November 1978 begann sie unter dem Ordensnamen Hedwig das Noviziat in der Abtei Mariastern-Gwiggen, kurz Mariastern genannt, in Vorarlberg, dem Mutterkloster von Marienfeld. Ihre zeitliche Profess folgte am 26. Mai 1980 in Mariastern. Am 14. November 1982 wurde sie mit sieben weiteren Schwestern zur Klostergründung nach Marienfeld ausgesandt, welches als abhängiges Priorat der Abtei Mariastern-Gwiggen kanonisch errichtet wurde. Dort legte sie am 3. Juli 1983 die ewige Profess ab. Ihrer landwirtschaftliche Ausbildung folgend, arbeitete Pauer unter anderem in den klostereigenen Obst- und Gemüsegarten. Nach Erhebung des Priorates zur Abtei im März 2000 bekleidete sie zusätzlich das Amt der Ökonomin.
Das Konventkapitel von Marienfeld wählte Pauer am 21. Mai 2014 zur Äbtissin, als die Gründungsäbtissin Maria Benedikte Deninger altersbedingt ihren Rücktritt eingereicht hatte. Den Vorsitz der Wahl hatte Anselm van der Linde, Abtpräses der Mehrerauer Kongregation. Am 11. Juli 2014 spendete ihr Generalabt Mauro-Giuseppe Lepori in der Abteikirche von Marienfeld die Abtsbenediktion. Pauers Wahlspruch lautete Sub tuum praesidium („Unter deinen Schutz und Schirm“).